# Patcharee Deesamer
Patcharee Deesamer (taj.: พัชรีย์ ดีเสมอ; ur. 3 lutego 1989 r. w Bangkoku w Tajlandii). Siatkarka gra na pozycji środkowej. 
Obecnie występuje w drużynie RBAC.